# Saint-Julien-aux-Bois
Saint-Julien-aux-Bois é uma comuna francesa na região administrativa da Nova Aquitânia, no departamento de Corrèze. Estende-se por uma área de 44,09 km². Em 2010 a comuna tinha 462 habitantes (densidade: 10,5 hab./km²).